# La cena per farli conoscere
La cena per farli conoscere es una película italiana de 2007 dirigida por Pupi Avati y protagonizada por Diego Abatantuono, Vanessa Incontrada, Violante Placido, Inés Sastre, Francesca Neri y Gianfranco Barra.

## Sinopsis
Sandro Lanza es una envejecida estrella de telenovelas que sufre un embarazoso acontecimiento mediático y queda en ridículo ante toda Italia. Tras este bochornoso accidente, el actor intenta suicidarse. Esto lleva a sus tres hijas, Clara, Betty e Inés, a viajar a Roma para pasar tiempo con su padre y tratar de, por primera vez en su vida, tener un momento en familia con él.

## Reparto
- Diego Abatantuono: Sandro Lanza
- Vanessa Incontrada: Clara Lanza
- Violante Placido: Elisabetta Lanza
- Inés Sastre: Inés Lanza
- Francesca Neri: Alma Kero
- Gianfranco Barra: Corrado
- Fabio Ferrari: Matteo
- Blas Roca Rey: Federico